# Mike Karoutchi
Pour les articles homonymes, voir Karoutchi.
Mike (Messoud) Karoutchi est un chanteur israélien et marocain, cousin de Roger Karoutchi.

## Discographie
- Live, 2003[4]
- Give me Viza Pasport, 2005[4]
- A Feast of Golden Hits, 2005[4]
- Live at Morocco King's Palace, 2005[4]
- Mother, 2005[4]
- Morrocan Classic - Hina Songs, 2006[4]
- Ya Nash Schara, 2007[4]